# Meldorf
Meldorf – miasto w Niemczech, w kraju związkowym Szlezwik-Holsztyn, w powiecie Dithmarschen, siedziba związku gmin Mitteldithmarschen.

## Historia

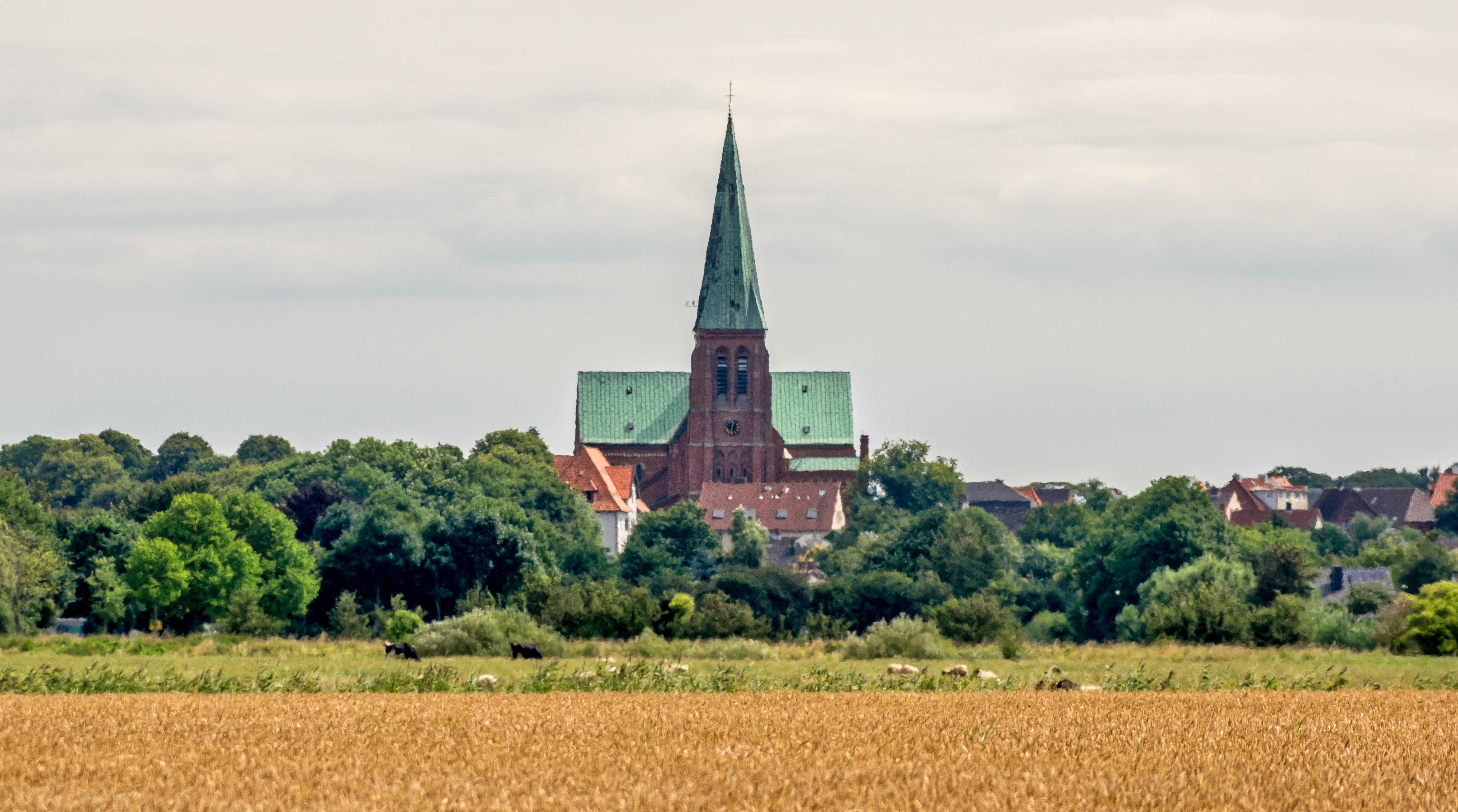
Kościół św. Jana w Meldorfie

W Meldorfie wzniesiono w IX w. pierwszy i przed dłuższy czas jedyny kościół regionu Dithmarschen. W XIII w. zbudowano istniejący do dziś kościół św. Jana nazywany „katedrą Ditmharschen”. Miejscowość stanowiła główny ośrodek regionu posiadającego od XIII do XVI w. samodzielność, miejsce zebrań społeczności i sądów. W 1559, gdy duńscy królowie podporządkowywali sobie Dithmarschen, Duńczycy dokonali masakry mieszkańców miasta.

## Współpraca
- Altentreptow, Meklemburgia-Pomorze Przednie (miasto zaprzyjaźnione)
- Gryfice, Polska